# لیام اوفلاهرتی

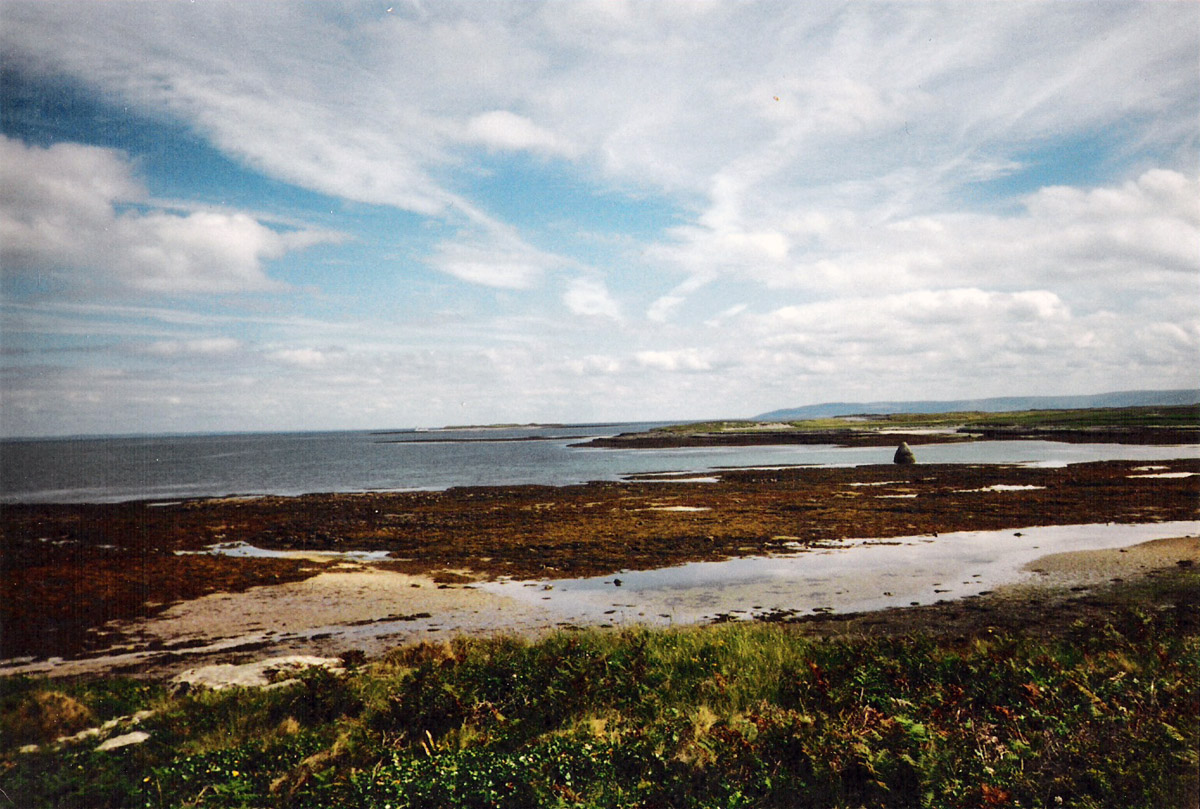
دهکده اینیشمور در جزایر آران

لیام اوفلاهرتی (ایرلندی: Liam Ó Flaithearta; انگلیسی: Liam O'Flaherty) رمان‌نویس و نویسنده داستان کوتاه اهل ایرلند و یکی از چهره‌های شاخص ادبیات ایرلند محسوب می‌شود

## زندگی‌نامه
در ۲۸ اوت ۱۸۹۷ در دهکده اینیشمور بزرگترین جزیره از جزایر آران در شهرستان گالوی و در خانواده‌ای مرفه متولد شد. زبان اصلی اهالی محل تولد او ایرلندی بود ولی در خانواده افلاهرتی به دو زبان ایرلندی و انگلیسی تکلم می‌شد. در سن دوازده سالگی به کالج راکول وارد شد. او در ابتدا با هدف تحصیل در «رشته الهیات» وارد دانشگاه شد. وی تحصیلات خود را در دانشگاه دوبلین ادامه داد اما در سال ۱۹۱۷ تحصیلات خود را برای حضور در جبهه غرب در جنگ جهانی اول رها کرد
در حین مبارزات به سختی مجروح شد جراحتی که به نظر می‌رسد مقدمه بیماری روانی و روحی او را در سال ۱۹۳۳ به همراه آورد. لیام از زمان دانشجوی به مارکسیسم علاقه داشت و زمانی که از جبهه بازگشت یک مارکسیست تمام عیار شد به حدی که در زمان استقلال ایرلند در سال ۱۹۲۲ به همران دوستانش ساختمانی را به نصب یک پرچم سرخ به مدت ۴ روز به تصرف درآورد. Irish Republican Army
افلاهرتی بعد از استقلال ایرلند به آمریکا نقل مکان کرد و مدت کوتاهی در هالیوود مستقر شد. در سال ۱۹۳۵ با اقتباس از داستان «خبرچین» فیلمی به همین نام توسط جان فورد (یکی از آشنایانش) تهیه شد سپس به مسافرت دور دنیا دست زد و در کشورهای گوناگون بکارهای مختلفی از جمله تدریس زبان یونانی پرداخت. تا سرانجام برای اقامت دائمی به ایرلند بازگشت و شروع به نگارش کتاب‌هایش کرد.
داستان‌های اجتماعی و سر راست او به خوبی توانسته‌اند جایگاه شایسته خود را در کنار آثار نامتعارف دیگر نویسندگان ایرلندی نظیر جیمز جویس، ساموئل بکت و ویلیام باتلر ییتس، پیدا کنند. داستان‌های لیام به وضعیت اجتماعی و بیان طبیعت کشورش تعلق دارد.
وی در ۷ سپتامبر ۱۹۸۴ در سن ۸۸ سالگی در دوبلین درگذشت.

## جوایز
- "جایزه یادبود جیمز تیت بلک برای رمان" (۱۹۲۵) بخاطر نگارش کتاب «خبرچین»

## کتابشناسی
او به زبان‌های ایرلندی و انگلیسی نوشته است
- «زندگی تیم هیلی» (۱۹۲۷)

### رمان‌ها
- «خبرچین» (۱۹۲۵) The Informer / ترجمه به فارسی توسط وازریک در-ساهاکیان (۱۳۶۲ نشر شرکت تهران فاریاب)
- «زن همسایه» (۱۹۲۳) Thy Neighbor'sWife
- «روح سیاه» (۱۹۲۴) The Black Soul
- «خبرچین» (۱۹۲۵) The Informer
- «آن راه خنده دار است» (۱۹۲۵) Funny The Way It Is
- «آقای گیل هولی» (۱۹۲۶)Mr.Gilhooley
- «در مورد آنچه فکر می‌کنی» (۱۹۲۶) If You Think About It
- «آدمکش» (۱۹۲۸) TheAssassin
- «قحطی» (۱۹۳۷) Famine
- «سرزمین» (۱۹۴۶) Land

### داستان‌های کوتاه
- «داستان‌های کوتاه لیام اوفلاهرتی» (۱۹۳۷) Short Stories
- «دو دیو دلبر و داستان‌های دیگر» (۱۹۵۰) Two Lovely Beasts and Other Stories
- «دال» (۱۹۵۳)
- «انتقام جویی دوره گرد و داستان دیگر» (۱۹۷۶) The Pedlar's Revenge and Other Stories